# Bill Cahir
William John Cahir (Bellefonte, 20 de diciembre de 1968 - Helmand, 13 de agosto de 2009) fue un periodista, político y marín estadounidense que se desempeñó como corresponsal de guerra, miembro del personal del comité del Congreso para el senador estadounidense Ted Kennedy y un candidato demócrata en 2008 para el Congreso de los Estados Unidos en el quinto distrito de Pensilvana. Fue asesinado por un solo disparo enemigo el 13 de agosto de 2009, mientras estaba en servicio activo en Afganistán como reservista de los marines estadounidenses.

## Biografía
Nació en Bellefonte, Pensilvania y fue sargento del Cuarto Grupo de Asuntos Civiles de la Reserva del Cuerpo de Marines, con sede en Washington D. C., una unidad que se especializa en operaciones cívico-militares. El exsubsecretario de Defensa de los Estados Unidos, Paul McHale, describió el trabajo militar de Cahir como "un organizador de la comunidad mientras lleva una mochila y un rifle". En la década de 1990, Cahir había trabajado para los periódicos Southampton Press y Education Daily, así como para el Comité Senatorial de Salud, Educación, Trabajo y Pensiones del Senado de los Estados Unidos bajo la dirección del senador Kennedy. También había trabajado anteriormente para el exsenador Harris Wofford. En 2005, fue nombrado uno de los "Reporteros más influyentes de Pensilvania" por el sitio web de noticias políticas de Pensilvania, PoliticsPA. Cahir también se había desplegado anteriormente en Irak como reservista de la Marina, sirviendo en Ramadi entre agosto de 2004 y marzo de 2005; y en Faluya entre septiembre de 2006 a abril de 2007. En enero de 2008, Cahir renunció a su trabajo de periodismo para postularse para el Congreso en el 5.º distrito congresional de Pensilvania, que incluía su ciudad natal. Ocupó el segundo lugar en las primarias demócratas, obteniendo el 34,9 por ciento de los votos Fue enviado a Afganistán en mayo de 2009. Antes de su despliegue, había trabajado para la consultora Booz Allen Hamilton. Cahir se graduó de la Universidad Estatal de Pensilvania en 1990 con una licenciatura en inglés. Se casó con su esposa, René E. Browne en 2006. En el momento de su muerte, ella estaba embarazada de gemelas y debía nacer en diciembre de 2009.

### Fallecimiento
Cahir murió durante Eastern Resolve II, una operación ofensiva antes del amanecer en el distrito Now Zad de la provincia de Helmand. Gran parte de la operación del 12 de agosto de 2009 se centró en controlar la ciudad de Dananeh, controlada por los talibanes. Lo que alguna vez fue una ciudad de 30.000 habitantes, más de tres años de combates después habían reducido previamente la población de la ciudad a un estimado de 2.000. Eastern Resolve II involucró a aproximadamente 400 marines estadounidenses y 100 soldados afganos y tenía la intención de cortar las líneas de suministro y comercio militantes, y permitir que los residentes locales votaran en las elecciones presidenciales afganas del 20 de agosto de 2009. Según un portavoz de la familia, Cahir recibió un disparo en el cuello mientras los marines que ingresaban al pueblo encontraron fuego de ametralladoras y armas pequeñas. Associated Press también informó que los combates en Dananeh duraron más de ocho horas, pero que, a última hora de la mañana, los marines se prepararon para realizar la primera patrulla de la OTAN en partes de la ciudad controladas por los marines, con el fin de "llegar a los civiles posiblemente acurrucados en sus casas mientras continuaban los estallidos esporádicos pero feroces de intensos disparos...". Cahir trabajaba como corresponsal con sede en Washington D. C. para Newhouse News Service cuando se unió notablemente a los Marines en noviembre de 2003 a los 34 años, una medida que requería solicitar una excepción a las restricciones de edad del servicio.

## Premios y honores
Sus premios militares incluyeron la Estrella de Bronce por su servicio en Afganistán, tres medallas de logros de la Armada y el Cuerpo de Marines y dos cintas de combate. Fue galardonado póstumamente con el Corazón Púrpura en septiembre de 2009. Se estableció un fondo conmemorativo para pagar las necesidades de la familia en Bill Cahir Memorial Fund, Box 268, Alexandria, Virginia 22313.